# Torre la Ribera
Torre la Ribera – gmina w Hiszpanii, w prowincji Huesca, w Aragonii, o powierzchni 32,06 km². W 2011 roku gmina liczyła 117 mieszkańców.